# Kédougou
Kédougou ist eine Stadt im Südosten des Senegal. Sie ist Hauptstadt der Region Kédougou und des Départements Kédougou.

## Geographische Lage
Kédougou ist die südöstlichste Regionalpräfektur des Senegal und damit zugleich die mit 600 km am weitesten von der Hauptstadt Dakar entfernte. Grenzübergänge nach Guinea-Conakry im Süden sind 30 km und nach Mali im Osten 100 km entfernt. Die Stadt liegt am linken nördlichen Ufer des Gambia-Flusses, dessen Flussbett hier, 120 km nördlich seines Quellgebietes, eine Breite von etwa 80 m hat. Zum Ostrand des Nationalpark Niokolo-Koba sind es 45 km.

## Bevölkerung
Die letzten Volkszählungen ergaben für die Stadt jeweils folgende Einwohnerzahlen:
| Jahr | Einwohner |
| ---- | --------- |
| 1988 | 11.216    |
| 2002 | 16.672    |
| 2013 | 30.051    |

## Verkehr
Über die Nationalstraße N 7, die in Kédougou endet, ist die Stadt mit dem landesweiten Fernstraßennetz verbunden. Südlich von Kédougou gibt es einen Grenzübergang von überregionaler Bedeutung nach Guinea-Conakry zur dortigen Nationalstraße N 8. Nach Osten verlängert eine asphaltierte Autoroute die N7 über Saraya bis zur Grenze nach Mali. Eine Brücke über den Grenzfluss Falémé verbindet den Südsenegal mit der malischen Nationalstraße N24. Diese ist asphaltiert und führt über Kita nach Bamako.
Ein wichtiger Teil der Verkehrsinfrastruktur ist der nahe der Stadt gelegene Flugplatz Kédougou.

## Söhne und Töchter der Stadt
- Salif Diao (* 1977), Fußballspieler
- Oumar Diakhité (* 1993), Fußballspieler